# Batula
| Kruta batula zlatne boje na otoku Kešmu |  | Kruta batula zlatne boje na otoku Kešmu              |
| Kruta batula zlatne boje na otoku Kešmu |  | Ljubičasta i crvena batula od tkanine u Bandar Abasu |

Batula (arap. i perz. بتوله, baṭṭūla) je vrsta maske koju nose arapske žene uz obale Perzijskog zaljeva. Razlikuju se po materijalu, obliku i boji, no generalno pokrivaju gornji dio lica, vežu se iza glave i imaju dva otvora za oči. Često se nose u kombinaciji s raznim vrstama pokrivala za kosu (al-amira, šajla, kimar), a ponekad i nikabom koji prekriva donji dio lica. Najjednostavnije batule izrađuju se od mekih tkanina koje od čela padaju do usana, brade ili naniže do visine vrata. Tvrde batule šivaju se od krutih tkanina i najčešće su širokog pravokutnog oblika, pokrivajući lice od čela do usana. Ostale batule mogu biti od kože ili se izrađuju gumiranjem crnog indiga plosnatim kamenom sve dok ne postane sjajnog odnosno metalnog izgleda. U centralni dio maske često je ušiven vertikalni drveni klin koji se naslanja na nos, nadolje maksimalno do visine brade odnosno nagore do čela ili čak iznad glave. Uz obale arapskih država prevladavaju crne i smeđe batule, dok su na iranskoj obali najčešće crvenih tonova. Povijesno, svaka žena je izrađivala vlastitu batulu sukladno osobnom ukusu i ovisno o plemenskoj tradiciji. Varijante batula se nazivaju prema mjestima ili etničkim grupama koje su ih nosile: npr. mokami, homejrani, arabi, katari, itd. Batule su karakteristične za arapsko stanovništvo zaljevskih država poput Omana, Ujedinjenih Arapskih Emirata, Saudijske Arabije, Katara, Bahreina, te Kuvajta. Maska je fenomen samo u obalnim mjestima, tako npr. postoji na kuvajtskom otoku Failaka, ali ne i na kopnenom dijelu zemlje. Također, batule se javljaju i među Arapkinjama na iranskoj (istočnoj) obali, konkretno u Bušeherskoj pokrajini i Hormuzganu. Iako etnolozi nisu sigurni o porijeklu i povijesnom periodu u kojem se pojavila u potonjoj pokrajini, neki pretpostavljaju da batula potječe iz indijskog Gudžarata i da je oko 1800. preko obalnog iranskog Balučistana došla u Oman, odakle se kao nova moda proširila kod lokalnih arapskih plemena i u njihovim gradovima. Od kraja 20. stoljeća batulu nosi mali broj Arapkinja i njena popularnost konstantno opada. Ponegdje se tradicija izrade djelomično održala zbog ponude turističkih suvenira, primjerice u Bandar Lengi i Bandar Abasu gdje su žene poznate po izradi batula.

## Vanjske poveznice
- Lockerbie, John (2025.): Women’s dress: Batula, Catnaps: Society 3